# الحروب الأمريكية الهندية
الحروب الأمريكية الهندية (بالإنجليزية: American Indian Wars)‏، نزاعات عنيفة حدثت بسبب الصراع بين الهنود (الذين عرفوا باسم الهنود الحمر) والمستوطنين البيض على الأراضي الغنية الجديدة التي أصبحت فيما بعد الولايات المتحدة الأمريكية.
أسس المستوطنون الإنجليز مستعمراتهم الصغيرة على امتداد الساحل الأطلسي في مستهل القرن السابع عشر. ونشأ الصراع عندما بدأوا ينتقلون نحو الأراضي الهندية بأعداد كانت تتزايد باستمرار، وقد أدى هذا النزاع إلى مقتل الكثيرين من الجانبين.
كان السبب الرئيسي للمعارك بين البيض والهنود الاختلاف في أسلوب المعيشة للمجموعتين؛ إذ كان الهنود يزرعون الذرة والخضراوات، ويعتمدون على صيد الحيوانات لتأمين الجانب الأكبر من طعامهم ولباسهم. أما المستوطنون فقد كانوا يعيشون على الزراعة، وقد قاموا في الشرق بقطع الغابات لتوفير الأراضي الزراعية. وبعد أن دمروا الغابات وما تحتها لم يعد في وسع الحيوانات البحرية أن تعيش في المنطقة. وقتل الصيادون البيض في الغرب ألوف الجواميس البرية لمجرد الحصول على جلودها، فكان على الهنود أن يختاروا بين الهجرة إلى أراضٍ جديدة تحتلها قبائل هندية أخرى معادية أو أن يحاربوا من أجل المحافظة على أراضيهم. وقد أدركوا أن البيض يهددون حياتهم وأمنهم عندما وجدوهم يتنافسون للحصول على الأراضي. وكان اللوم يقع على المستعمرين البيض؛ فكان اغلب البيض ينكرون حقوق الهنود وكانوا يرون أنهم قوم متوحشون،
كان الهنود أناسًا محاربين وكانوا يُقدِّرون الرجل المحارب ويحترمونه. فلما جاء البيض دخلوا معهم في حالة حرب لأجل البقاء.
وفد الأوروبيون بأعداد غفيرة، ومعهم عائلاتهم، وسرعان ما فاقوا الهنود عددًا، واغتصبوا أراضيهم، ودفعوهم غربًا. فلما جاء الأوروبيون إلى ما يعرف الآن بالولايات المتحدة كان بها نحو مليون هندي، ولكن الأمراض، والخمور القوية وما يقارب 300 عام من الحروب المستمرة قلّصت ذلك العدد إلى نحو 237,000 في عام 1900.

## أثر الحروب على السكان الأصليين
في إحصاء سنة 2010 عرّف 0.9 بالمائة من سكان الولايات المتحدة الأمريكية أنفسهم كأمريكيين أصليين (أو كسكان أصليين لولاية ألاسكا). ولا توجد أرقام قاطعة تحدد كم كان عدد السكان الأصليين الذين يعيشون في أمريكا الشمالية قبل وصول كولومبوس. ويذكر مقال تعليمي نشرته مكتبة الكونغرس بعنوان «تدمير حضارات الأمريكيين الأصليين» أن العدد الكلي للأمريكيين الأصليين هو 900 ألف نسمة.
بحلول عام 1800 كان عدد السكان الأصليين لما يعرف اليوم بالولايات المتحدة قد تناقص إلى 600 ألف نسمة، وفي مطلع العقد الأخير من القرن التاسع عشر كان هذا العدد قد انحدر إلى 250 ألف نسمة فقط.
وإلى جانب الحروب العدوانية التي خاضها المستوطنون الأوروبيين ضد الهنود الحمر، يذكر الباحثون من بين أسباب التناقص الحاد في تعداد الأمريكيين الأصليين الأمراض المعدية التي وفدت عليهم مع القادمين الجدد من الأوروبيين، والتي لم تكن لدى الأمريكيين الأصليين أي مناعة مكتسبة ضدها. وقد قدرت بعض الدراسات نسبة الوفيات الناجمة عن أوبئة الجدري بين السكان الأصليين لأمريكا بحوالي 80 إلى 90 بالمائة.
ويذكر تقرير صدر عن المكتب الأمريكي للإحصاء سنة 1894 أن «عدد الحروب الهندية التي نشبت في ظل حكومة الولايات المتحدة بلغ ما يزيد على 40 حربًا، وقد أودت هذه الحروب بحيوات حوالي 19 ألف رجل وامرأة وطفل من البيض ـ شاملة من قُتلوا في قتال مباشر ـ وحوالي 30 ألف هندي».

## سنوات الاستعمار
كانت العلاقات في بداية الأمر جيدة بين الإنجليز والهنود. وتعامل الإنجليز مع الهنود كقوى مستقلة واشتروا منهم الأراضي بموجب معاهدات، غير أن انعدام الثقة كان ينمو بين الطرفين تدريجيًا وأدت الحوادث الصغيرة إلى نشوب الحرب بينهما.
قام وين أنطوني المجنون بإجراء المفاوضات التي أدت إلى التوصل لمعاهدة جرينفيل في سنة 1795، بعد مرور عام واحد على الانتصار الذي أحرزه البيض في معركة فولن تيمبرز. تخلى الهنود عن مناطق واسعة من الأرض في منطقة جنوبي أوهايو وأخذت موجة جديدة من المهاجرين تتوجه إلى تلك المنطقة. وقد قام أحد الأعضاء من جماعة وين برسم هذا المنظر.

### مستعمرة جيمستاون
استقر المستعمرون الإنجليز في جيمستاون سنة 1607. وكانت علاقاتهم جيدة مع رئيس قبيلة الهنود المجاورة باوهاتان. غير أن المشاكل بدأت بعد وفاته وتسلم خلفه أوبيجانكانوف رئاسة القبيلة. فبدأ الرئيس الجديد بالتهيؤ للحرب، وقاد حملة مفاجئة على البيض سنة 1622، وقتل منهم المئات، وتقهقر الباقون إلى جيمستاون حيث باشروا التخطيط للقيام بمذبحة بين الهنود، فدعوهم للعودة إلى المنطقة لزراعة الأرض، ثم هجموا عليهم ودمروا مزارعهم، وقتلوا الكثيرين منهم، وتعرض الباقون منهم إلى المجاعة. وقد استمرت هذه الحروب لمدة 12 سنة. وأعاد أوبيجانكانوف الكّرة سنة 1644 وقتل من الإنجليز أكثر من 300 شخص، ولكن الهنود انهزموا في نهاية الأمر.

### حرب بيكووت (1637)
كان المستعمرون الإنجليز في منطقة نيوإنجلاند يخشون بأس قبيلة بيكووت الهندية في وادي نهر كونكتيكت. وبسبب نزاع على مقتل أحد الإنجليز، انتقم المستوطنون من الهنود بإحراق إحدى قرى تلك القبيلة. فتجمع الهنود بقيادة رئيسهم بينما انضمت إحدى قبائل الهنود إلى المستوطنين فهجموا معًا على قرية قرب ويست مايستيك في الخامس من يونيو سنة 1637 قامت مذبحة مايستيك وأحرقوا نحو 700 هندي؛ ومن ثم قبض المستعمرون على معظم من تبقى من الهنود وعرضوهم للبيع بسوق النخاسة في برمودا.

### حرب الملك فيليب (1675-1676)
كان رئيس قبيلة وامبانواغ صديقًا حميمًا للمستعمرين في منطقة بليموث. غير أن هؤلاء كانوا قد تعاملوا مع ولديه الإسكندر (دامسوتَّال) وفيليب (ميتاكوميت) بقسوة. فعندما خلف فيليب أباه بعد وفاته في رئاسة القبيلة سنة 1662 بدأ بالتخطيط للهجوم على المستعمرين. وكان يرى أنه لا خلاص لقومه إلا بطرد البيض من المنطقة. قاد فيليب حملة على سوانزي وأدت هذه المعارك إلى خسائر جسيمة بين الطرفين، وقبض البيض على زوجة فيليب وابنه وعرضوهما للبيع في سوق النخاسة. ثم جاءت قوات نيوإنجلاند التي تغلبت على الهنود. وهرب فيليب ولكنه قتل بعد ذلك. غير أن المعارك استمرت في نيوإنجلاند الشمالية إلى سنة 1678.

### ثورة بيوبلو (1680-1692)
حدثت ثورة هنود بيوبلو ضد المستوطنين الأسبان الذين كانوا قد استقروا فيما يسمى الآن بمنطقة أريزونا ونيومكسيكو. وكان السبب هو منع الجنود والقساوسة الأسبان للهنود من ممارسة عباداتهم الخاصة وإخضاعهم لنظام سخرة يماثل الاسترقاق. فأدى ذلك إلى قيام الهنود بقيادة بوبي من سانت خوان بالهجوم على عدد من المستوطنات الأسبانية وقتلهم الكثيرين ومحاصرتهم بعضهم الآخر في منطقة سانتا في. وأصبح بوبي سيد منطقة نيومكسيكو. وقد جرت هذه الحوادث خلال الفترة من سنة 1680 إلى 1692، وبعدها استرد الأسبان المنطقة.

### الحروب الهندية الفرنسية (1689-1763)
اتسمت الفترة بين سنتي 1689 و1763 بنزاع مستديم بين البريطانيين والفرنسيين للاستحواذ على أمريكا الشمالية. وكان كل طرف منهما يتقرب إلى بعض القبائل الهندية برشاوي الخمر والسلاح لاستعدائهم ضد الطرف الآخر.

### شرق المسيسيبي (1775-1842)
بدأ التجار ووكلاء الحكومة البريطانيين بتقديم الأسلحة للهنود الذين كانوا يعيشون في الولايات المتحدة بعد الثورة (1783-1812) أملًا بأن ينحازوا إلى الجانب البريطاني في حال اندلاع الحرب. خطط البريطانيون أيضًا لإنشاء دولة هندية في منطقة أوهايو ويسكونسن لإعاقة توسع أمريكي أكبر. فاحتجت الولايات المتحدة وأعلنت الحرب في عام 1812. دعمت معظم القبائل الهندية البريطانيين، ولا سيما تلك التي تحالفت مع التيكومسيه، إلا أنهم هُزموا في آخر الأمر من قبل الجنرال ويليام هنري هاريسون. وامتدت حرب 1812 لتشمل المنافسات الهندية أيضًا.
عبر العديد من اللاجئين من القبائل المهزومة الحدود إلى كندا، وذهب اللاجئون في الجنوب إلى فلوريدا في الوقت الذي كانت فيه واقعة تحت السيطرة الإسبانية. خلال أوائل القرن التاسع عشر، كانت الحكومة الاتحادية تحت الضغط الذي شكله المستوطنون في عدة أقاليم من أجل طرد الهنود من مناطقهم. قدم قانون إبعاد الهنود لعام 1830 للهنود خيارين بين الاندماج والتخلي عن العضوية القبلية وإبعادهم إلى محمية هندية مع بدل أو دفعات مقابل الأراضي، وبين التوجه غربًا. قاوم بعضهم بشدة، وبشكل خاص السيمينول في سلسلة حروب في فلوريدا. ولم يتعرضوا للهزيمة مطلقًا، على الرغم من أن بعض السيمينول انتقلوا فعلًا إلى الأراضي الهندية. تخلت الولايات المتحدة عن البقية الذين كانوا يعيشون في تلك الآونة بشكل دفاعي في عمق المستنقعات وإيفرغلاديس. ونُقل البعض الآخر إلى محميات غرب نهر المسيسيبي كان أشهرها الشيروكي الذي سُمي إبعادها «درب الدموع».

### الحرب الثورية الأمريكية (1775-1783)
كانت الحرب الثورية الأمريكية في الأساس حربين متوازيتين للوطنيين الأمريكيين. كانت الحرب في الشرق صراعًا ضد الحكم البريطاني، في حين كانت الحرب في الغرب «حربًا هندية». تنافست الولايات المتحدة المعلنة حديثًا مع البريطانيين على السيطرة على الأراضي الواقعة شرق نهر الميسيسبي. وقف بعض الهنود إلى جانب البريطانيين، إذ كانوا يأملون في تقليص الاستيطان والتوسع الأمريكيين. وفي رأي أحد الكتّاب، كانت الحرب الثورية الحرب الهندية «الأشد شمولًا وتدميرية» في تاريخ الولايات المتحدة الأمريكية.
انقسمت بعض القبائل الهندية حول الجانب الذي ينبغي دعمه في الحرب: مثل اتحاد إيروكوي الذي كان متمركزًا في نيويورك وبنسلفانيا الذين انقسم: فانحازت كل من قبيلتي أونيدا وتوسكارورا إلى جانب الوطنيين الأمريكيين، فيما انحازت قبائل الموهاوك وسينيكا وكايوغا وأونونداغا إلى جانب البريطانيين. حاول اتحاد إيروكوي تجنب القتال بصورة مباشرة ضد بعضهم بعضًا، إلا أن الثورة فرضت في خاتمة المطاف قتالًا ضمن الإيروكوي، وخسر كلا الطرفين أراضٍ لهم بعد نهاية الحرب. ساعد التاج الإيروكوي الذين لا يملكون أرضًا بمنحهم محمية عند النهر العظيم في أونتاريو وبعض الأراضي الأخرى. وفي الجنوب الشرقي، انقسم الشيروكي إلى فصيل داعم للوطنيين ضد فضيل داعم للبريطانيين أشار إليه الأمريكيون باسم تشيكاماوغا شيروكي، وقد كان هذا الفصيل تحت قيادة دراجينغ كانو. وانقسمت قبائل أخرى عديدة بصورة مماثلة.
تنازل البريطانيون عن مساحات شاسعة من الأراضي الهندية للولايات المتحدة حين أقاموا سلامًا مع الأمريكيين في معاهدة باريس (عام 1873). كانت القبائل الهندية التي وقفت إلى جانب الأمريكيين وقاتلت ضد الأمريكيين من المقاتلين الأعداء، وبالنسبة إلى الولايات المتحدة، فقد كانوا شعبًا تعرض لاحتلال وخسر أرضه.

## على الحدود
إثر اندفاع المستوطنين الشديد نحو الغرب، حاول البريطانيون والفرنسيون إنهاء مشكلة الهنود بتخصيص منطقة خاصة بهم بعيدًا عن المستوطنين البيض المتكالبين على الأراضي. غير أن ذلك لم يَحل دون اندفاع البيض نحو تلك الأراضي. ولما استقلت الولايات المتحدة أصدر مجلس النواب الأمريكي قانونًا ينص على تهجير الهنود إلى منطقة معينة تقع غرب المسيسيبي.

### حرب بونتياك (1763)
في سنة 1762، قام بونتياك، أحد رؤساء قبائل الهنود، بتنظيم عدد من القبائل وتوحيدها وإعدادها لمحاربة القادمين الجدد، واستطاع أن يحقق أكبر تجمع للقبائل الهندية في أمريكا الشمالية، وقامت قوات بونتياك باحتلال جميع المناطق الواقعة بين مضائق ماكيناك ونيويورك الغربية باستثناء حصن دترويت وحصن بت وحاصرت حصن دترويت لمدة خمسة أشهر ثم انسحبت من المنطقة. وكان أحد أسباب الانسحاب قيام الفرنسيين بقطع التجهيزات عنهم.

### حرب اللورد دونمور (1774)
في سبعينيات القرن الثامن عشر، قامت القبائل الهندية من الوادي الجنوبي لنهر أوهايو بغارات على المستوطنين والتجار الذين استقروا في أراضيهم، فأرسل إليهم اللورد دونمور حاكم كنتاكي قوة مؤلفة من ثلاثة آلاف رجل، فاضطر الهنود إلى ترك أراضيهم الواقعة جنوب نهر أوهايو.

### صراعات أخرى في الوسط الغربي (1790-1832)
كانت الولايات المتحدة قد حصلت على المناطق الشمالية أثناء معارك الثورة، غير أن البريطانيين كانوا يأملون العودة إلى تلك المناطق، فكانوا يشجعون الهنود على محاربة المستوطنين الأمريكيين، وقد استطاع الهنود بقيادة ليتل تيرتل التغلب على قوات الجنرال جويش هارمر سنة 1790.
بعد مرور حوالي 15 سنة، حاول تيكومسيه زعيم قبيلة شاوني الهندية، تنظيم حلف جديد ضد البيض، واستطاع الحصول على تأييد كثير من القبائل لقضيته، فقام هنري هاريسون حاكم إنديانا بتنظيم ميليشيا خاصة تحركت نحو قرية للهنود، فهجم الهنود فجر يوم 7 نوفمبر عام 1811 على تلك القوات، واشتبك الطرفان في معركة ضارية انتهت بهزيمة القوات الهندية مع شروق الشمس. وقد استغل هاريسون هذا الانتصار في معركته لانتخابات الرئاسة التي جرت بعد 29 سنة من ذلك التاريخ، وفاز فيها برئاسة الولايات المتحدة.
التحق كثير من القبائل المتحالفة مع تيكومسيه بالبريطانيين، وحاربوا الأمريكيين وأجبروهم على التقهقر شرقًا بعد مذبحة فورت ديربورن سنة 1812، غير أن مقاومة الهنود قد أخفقت في معظم المناطق بعد موت تيكومسيه. وتخلى البريطانيون عن مناطقهم في السنة التالية. وكانت آخر حروب الهنود هي حرب بلاك هوك التي جرت سنة 1832. وكانت هذه محاولة فاشلة جرت لاستعادة إحدى القرى من قبل هنود سوك وفوكس. وقد اشتهرت بسبب اشتراك إبراهام لنكولن فيها وإن لم يشهد قتالاً. وتعرف المنطقة حاليًا باسم روك آيلند.

### في الجنوب (1813-1842)
كان تيكومسيه قد أثار الهنود في الجنوب، في ألاباما، وجورجيا والمسيسيبي، فقتلوا مئات من المستوطنين، مما أثار كثيرًا من الرعب في المنطقة. فقام أندرو جاكسون بتجميع ميليشيا كسرت شوكة الهنود وأجبرتهم على التخلي عن مناطق واسعة من أراضيهم. فأغضب ذلك السيمينول الهنود، الذين هبوا ضد البيض مما أسفر عن حربي السمينول الأولى (1816-1818) والثانية (1835-1842). وانتهى الأمر بهزيمة الهنود وإبادتهم إبادة تكاد تكون تامة، ما عدا قلة منهم هاجرت غربًا.

## الموت في السهول
قامت الحكومة بنقل الهنود إلى ما وراء نهر المسيسيبي كمنطقة محددة لهم بين نهر ميسوري وإقليم أوريغون بموجب معاهدة. وقد اعتبر الأمريكيون هذه المنطقة قاحلة وغير صالحة للزراعة. غير أن الرواد الذين شاهدوا المنطقة في طريقهم نحو الجنوب الغربي وكاليفورنيا وأوريغون سرعان ما أصبحوا يطمعون في الاستحواذ على تلك الأراضي المخصصة للهنود. واكتشف بعضهم فيها معدني الذهب والفضة. وبدأت الحكومة في شراء أجزاء من الأراضي من الهنود في خمسينيات القرن التاسع عشر، ودفعت الهنود إلى مناطق محددة لهم على امتداد الغرب. وقد كافح الهنود في سبيل الحفاظ على مناطق الصيد العائدة لهم وعدم الاقتصار على العيش في المناطق المحددة لهم من قبل الحكومة. وكان هنود الغرب يمتلكون الجياد، وقد أعجب المستوطنون بشجاعتهم. لكن على إثر المعارك الضارية التي خاضوها ضدهم فإنهم انقلبوا عليهم قائلين إن أفضل الهنود هو الهندي الميت.

### حرب السيوكس (1854-1890)
على إثر المناوشات الصغيرة التي جرت في فورت لارامي، بدأت حروب السيوكس [الإنجليزية] التي استمرت بين سنتي 1854 و1890. وفي سنة 1862، قاد ليتل كرو حملة في منطقة مينيسوتا وارتكب الهنود مجزرة قتلوا أثناءها مئات من المستوطنين في نيو أولم قبل أن تصل إليهم القوات الحكومية وتسيطر على الوضع.
تقاطر المستوطنون إلى المنطقة للبحث عن الذهب والفضة دون اعتبار لحقوق الهنود المقيمين فيها، وصدرت أوامر عسكرية تفرض على الهنود السكن في مواقع خاصة بهم. غير أن رؤساء القبائل رفضوا الانصياع لهذه الأوامر الجائرة واستعدوا للحرب.
في يونيو 1876، باغت الهنود السيوكس والشايان قوات الحكومة بقيادة الجنرال جورج كروك بهجوم كاسح وهزموها في معركة روزباد جنوب مونتانا، وسحق الهنود بعد ذلك قوات الكولونيل جورج كستر.
حدثت الانتفاضة الأخيرة للهنود السيوكس سنة 1890 عندما أمر أحد القواد بإلقاء القبض على أحد زعمائهم وقد انتهت تلك الحركة بسحق الهنود تمامًا.

### السهول الجنوبية (1860-1879)
حدثت بعض المعارك في السهول الجنوبية في كنساس، وكولورادو، ونيومكسيكو وتكساس، بسبب تحديد سكنى الهنود في مناطق معينة لم يرضوا بها، وانتهت بهزيمة الهنود بعد معارك طاحنة وارتكاب بعض المذابح في القرى الهندية واستمر هذا الوضع من سنة 1860 إلى 1879.

## في الشمال الغربي
حدث الشيء نفسه في منطقة الشمال الغربي، وفي حرب كايوس [الإنجليزية] التي اندلعت إثر ارتكاب البيض مذبحة ضد هذه القبيلة الهندية حيث لم ينج منهم إلا نفر قليل، كما حدثت تجاوزات ومظالم كثيرة ضد الهنود خلال حروب نهر روج [الإنجليزية] في الخمسينيات من القرن التاسع عشر. ومن الحروب الأخرى في هذه المنطقة حرب مودوك في شمالي كاليفورنيا وجنوب أوريغون (1872-1873) وحرب نيز بيرسي (1877) في وادي أوريغون.

## في الصحراء
كان الأسبان في الجنوب الغربي قد سمحوا للهنود بالبقاء في محالّ إقامتهم الأصلية، ولكنهم كانوا يرتكبون المذابح في قراهم إذا خالفوا أوامرهم، وكان كثير من المستوطنين يطبقون هذه الأساليب العنيفة في التعامل مع الهنود، وكانوا يفتعلون بعض الحوادث ثم يدعون القوات الحكومية لكي تتولى أمر التخلص منهم.

### مصادمات نافاجو (1846-1864)
كان أفراد قبيلة نافاجو في أريزونا ونيومكسيكو قد تخلقوا بأخلاق البيض بسهولة؛ ولكنهم كانوا أحيانًا يغيرون على مستوطنات الأمريكيين والمكسيكيين والهنود الآخرين. وتقوم الحكومة بإخماد حركاتهم في كل مرة. ولكنهم كانوا يعاودون الهجوم بعد ذلك. وأخيرًا أمكن التغلب عليهم في سنة 1863 بعد أن تم تدمير مزارعهم وقتل مواشيهم وأخذهم أسرى ليسجنوا في نيو مكسيكو إلى عام 1868.

### حروب الأباشي (1861-1900)
كانت قبائل الأباشي قد أرهبت منطقة واسعة في أريزونا ونيو مكسيكو لمدة 40 عامًا؛ إذ لم يكونوا راضين عن تحديد مواقع إقامتهم، فشكل عدد من زعمائهم، مثل كوشيز [الإنجليزية]، وفيكتوريو [الإنجليزية]، ومانغاس كولوراداس [الإنجليزية]، وجيرونيمو، عصابات صغيرة من محاربين أشداء للقيام بهجمات مباغتة على المخافر الأمامية. فقررت الحكومة إرسال حملة ضدهم. وأمر الجنود بقتل أي هندي مؤهل لحمل السلاح. وأخيرًا استسلم جيرونيمو ورجاله في 1886، غير أن جماعات أخرى واصلت القيام بالغارات حتى سنة 1900.